# Четвёртый ледниковый период
«Четвёртый ледниковый период» (яп. 第四間氷期) — научно-фантастический роман японского писателя Кобо Абэ. Первоначально произведение печаталось в журнале «Сэкай» (яп. 世界, «Мир») с июля 1958 по март 1959.

## Сюжет
В Советском Союзе построили машину-предсказатель «МОСКВА-2», которая предрекла скорую победу коммунизма в мире. В то же время талантливый японский учёный построил подобную машину у себя на родине, но столкнулся с политическими трудностями, которые не позволили ему использовать её для предсказаний, так или иначе связанных с политикой.
Учёный решил использовать машину для предсказания жизни отдельных людей и вместе со своим помощником отправился на поиски кандидата для эксперимента. Однако предполагаемый кандидат был убит, а учёный и его ассистент были втянуты в расследование.